# Route A15 (Lettonie)
Pour les articles homonymes, voir A15.
La route A15 (Autoceļš A15) est une  route nationale de Lettonie contournant Rēzekne par l'ouest. Elle mesure 7,1 km. Elle fait partie de la route européenne 262.